# Puccinia marianae
Puccinia marianae ist eine Ständerpilzart aus der Ordnung der Rostpilze (Pucciniales). Der Pilz ist ein Endoparasit des Korbblütlers Sideranthus megacephalus. Symptome des Befalls durch die Art sind Rostflecken und Pusteln auf den Blattoberflächen der Wirtspflanzen. Sie ist ein Endemit Floridas.

## Merkmale

### Makroskopische Merkmale
Puccinia marianae ist mit bloßem Auge nur anhand der auf der Oberfläche des Wirtes hervortretenden Sporenlager zu erkennen. Sie wachsen in Nestern, die als gelbliche bis braune Flecken und Pusteln auf den Blattoberflächen erscheinen.

### Mikroskopische Merkmale
Das Myzel von Puccinia marianae wächst wie bei allen Puccinia-Arten interzellulär und bildet Saugfäden, die in das Speichergewebe des Wirtes wachsen. Ihre Spermogonien und Aecien sind unbekannt, gleiches gilt für die Uredien des Pilzes und ihre Uredosporen. Die beidseitig auf den Wirtsblättern wachsenden Telien der Art sind schwarzbraun, pulverig und unbedeckt, sie wachsen in losen Gruppen. Die tiefgoldenen bis hell kastanienbraunen Teliosporen sind ein- bis zweizellig, variabel geformt und 42–62 × 22–30 µm groß. Ihre Stiele sind farblos und bis zu 125 µm lang.

## Verbreitung
Das bekannte Verbreitungsgebiet von Puccinia marianae umfasst nur das südliche Florida.

## Ökologie
Die Wirtspflanze von Puccinia marianae ist Sideranthus megacephalus. Der Pilz ernährt sich von den im Speichergewebe der Pflanzen vorhandenen Nährstoffen, seine Sporenlager brechen später durch die Blattoberfläche und setzen Sporen frei. Die Art durchläuft einen Entwicklungszyklus, von dem bislang nur Telien sowie deren Wirt bekannt sind; Uredien, Spermogonien und Aecien konnten ihr nicht zugewiesen werden.